# Maniero di Stang-al-Lin
Il maniero di Stang-al-Lin, soprannominato "il castello rosa" in virtù del colore dei suoi muri, è una storica residenza di inizio Novecento situata nel comune di Concarneau nel dipartimento di Finisterra in Francia.

## Storia
Il consigliere generale del cantone di Concarneau, Gustave Bonduelle, comprò nel 1902 dei terreni lungo il fiume Moros appartenenti alla tenuta di Keriolet nel comune di Beuzec-Conq e vi fece erigere l'anno successivo il maniero di Stang-al-Lin.
Al giorno d'oggi il maniero è proprietà della famiglia Denier. La residenza non è al momento aperta al pubblico.